# Mandy’s Grandmother
Mandy’s Grandmother ist ein US-amerikanischer Kurzfilm aus dem Jahr 1979 von Andrew Sugerman, der mit seinem Film für einen Oscar nominiert war. Die Rolle der Großmutter ist mit Maureen O’Sullivan besetzt.

## Inhalt
Die um die zehn Jahre alte Mandy ist ein rechter Wildfang. Die Kleine mag Kröten und Cowboystiefel. Zusammen mit ihren Eltern und ihrem jüngeren Bruder Paulie, von dem sich Mandy öfter genervt fühlt, lebt das Mädchen in einem Bauernhaus auf dem Land, wo Hühner frei herumlaufen dürfen und Mandy ein Pferd ihr eigen nennt. In diesem Jahr steht ein längerer Besuch von Mandys Großmutter mütterlicherseits bevor, die in England lebt, sodass die Familie sich eher selten sieht. Vor allem Mandy beschäftigt der Besuch ihrer Großmutter sehr und so besorgt sie sich aus der Bibliothek ein Kinderbuch über das Thema Enkel und Omas.  
Als Mandys Großmutter endlich da ist, kann die Kleine ihr kaum etwas recht machen. Doch nicht nur Mandy ist enttäuscht, da sie ihre Großmutter als langweilig und konservativ empfindet, sondern auch ihre Großmutter, die ganz andere Vorstellungen hatte. So zeigt das Mädchen sich wenig begeistert von dem Rüschenkleid, das die alte Dame ihr zum Geschenk macht. Nachdem sich Großmutter und Enkelin von festgefahrenen Vorstellungen gelöst haben und davon befreit aufeinander zugehen und sich besser kennenlernen, entwickelt sich eine Verbindung zwischen ihnen, die ihr Leben bereichert und geprägt ist von Liebe und Akzeptanz.

## Produktion, Veröffentlichung
Produziert wurde der Film von The Phoenix Learning Group, Inc. Das Drehbuch basiert auf dem gleichnamigen Buch von Liesel Moak Skorpen.
Der Film wurde am 6. April 1979 auf dem USA Film Festival erstmals vorgestellt.

## Auszeichnung
Oscarverleihung 1979
- Oscarnominierung für Andrew Sugerman mit und für den Film in der Kategorie „Bester Kurzfilm“